# Вампи
Вампи (лат. Clausena lansium) — плодовое дерево семейства Рутовые.

## Описание

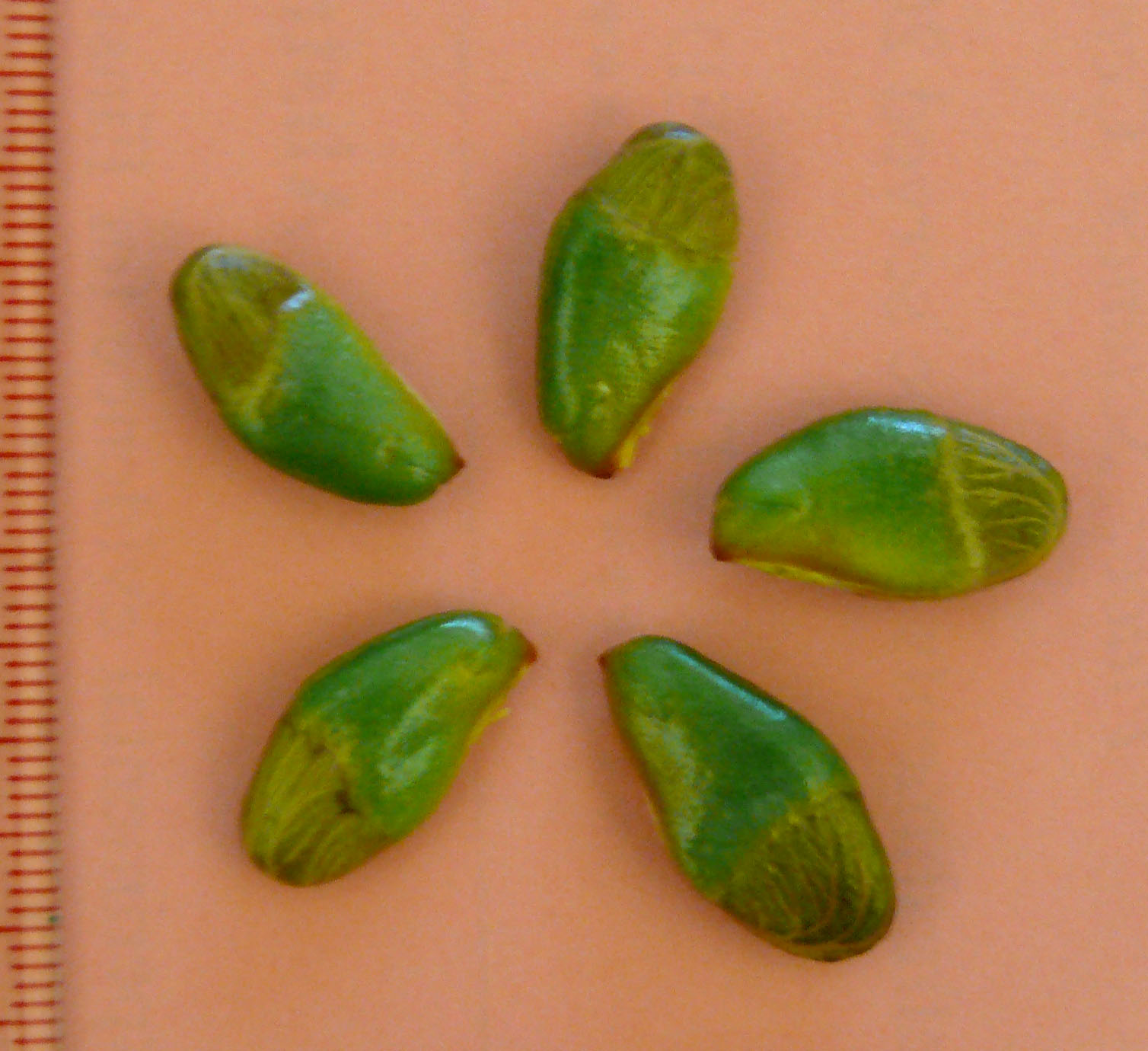
Семена вампи

Вампи — небольшое вечнозелёное дерево высотой до 6 м с гибкими ветвями, серо-коричневой корой и перистыми листьями 10-30 см длиной. Плоды, висящие гроздьями, — круглые или продолговатые, диаметром 2,5 см, с тонкой жёлто-коричневой легко шелушащейся оболочкой. Мякоть, желтовато-белого цвета, делится на пять сегментов и содержит 3-5 крупных длинных ярко-зелёных семян, с коричневым наконечником, занимающих 40-50 % от объёма плода.

## Распространение
Вампи происходит из Южного Китая и Индокитая. Там же он, в основном, и культивируется. В меньшей степени выращивается также на Филиппинах, на Шри-Ланке, в Индии, Индонезии, Малайзии, Австралии и на Гавайских островах.